# Cajun (hudba)
Hudba stylu Cajun nebo také „Hudba z Louisiany (Music of Louisiana)“, je hudební styl, který vychází z tradic Cajunů, francouzsky mluvících katolických obyvatel Kanady, kteří se po vyhnání z vlasti v polovině 18. století usídlili na jihu USA.
Vůdčím nástrojem v tomto hudebním stylu jsou housle, ke kterým se pak přidávají se další strunné nástroje a akordeon.